# Branchinecta campestris
Branchinecta campestris är en kräftdjursart som beskrevs av Lynch 1960. Branchinecta campestris ingår i släktet Branchinecta och familjen Branchinectidae. Inga underarter finns listade.